# Moon (Band)
Moon war eine in den frühen 1990er Jahren in Deutschland und Südamerika in New-Wave- und Gothic-Kreisen populäre Formation im Stil der frühen Joy Division oder The Sisters of Mercy.

## Geschichte
Gegründet wurde Moon von dem Gitarristen Christoph Mause und dem Keyboarder Sascha Simnovec, die auch beide für den Hauptteil aller Kompositionen verantwortlich zeichnen. Christoph Mause hatte sich vorher u. a. als Produzent für Bands wie Escape with Romeo, Zarths oder Secret Discovery einen Namen in der Szene gemacht. Ergänzt wurden Mause und Simnovec durch Ralf Janzen (Schlagzeug), Jens Weber (Bass) und Klaus Groppe (Gesang).
Nach der Veröffentlichung des schnell zum Kult-Songs avancierten Dave auf einigen Wave-Samplern im Herbst 1991 bekam Moon einen Plattenvertrag mit dem Dortmunder Subtronic-Label und veröffentlichte im Herbst 1992 die nach dem Todesort von James Dean benannte Salinas-EP auf Subtronic/SPV. Salinas und insbesondere die neue Version von Dave wurden schnell ein Durchstarter in der Szene und Moon tourte ausgiebig durch die Underground-Clubs.
Mit dem in den Niederlanden, Frankreich und England aufgenommenen und von Kult-Drummer Markus Giltjes (Pink Turns Blue) produzierten Nachfolger Explain schlug Moon dann deutlich modernere Töne an. Nach umfassenden Touren u. a. mit Shock Therapy und Myrna Loy verließ Klaus Groppe 1994 die Band und wurde durch Udo Woytowicz ersetzt.
Moon fiel in der Folgezeit durch Drogenexzesse des Sängers und wiederholte Konzertabsagen auf und im Herbst 1994 schließlich verschwand Woytowicz auf einer Südamerika-Tournee spurlos. Die Band löste sich daraufhin auf.
2003 erschien mit Unexplained eine CD mit unveröffentlichten Originalaufnahmen, Livetracks und den Resten eines mit Woitowizck begonnenen, nicht veröffentlichten dritten Albums sowie einem neuen Stück.

## Diskografie

### Alben
- Salinas – CD EP 1. Oktober 1992 (Subtronic / SPV)
- Explain! – CD 1. April 1993 (Subtronic / SPV)
- Unexplained – CD 1. September 2003 (moonmusic)

### Sampler (Auswahl)
- Total Fatal IV – 'Dave' – CD (Soundfactory 1991)
- Undercover Vol. 1 – 'Sweet Dreams' – CD (Soundfactory 1993)
- Total Fatal V – 'Every Reason' – CD (Soundfactory 1993)
- Andromeda – 'Dave' – The Spectral Compilation CD (Discordia 1993)
- Sophisticated Vol. 1 – 'Every Reason' – CD (Subtronic 1993)
- Sophisticated Vol. 2 – 'Man in the dark' – CD (Subtronic 1995)